# ليندون لاروش
ليندون هيرميل لاروش جونيور (بالإنجليزية: Lyndon LaRouche)‏ (8 سبتمبر 1922-12 فبراير 2019) هو سياسي، وناشط سياسي أمريكي، ولد في روتشستر، ومتهم بالاحتيال، وقائد مذهب، ومؤسس لحركة لاروش التي كانت منظمتها الرئيسية هي التجمع الوطني للجان العمال. كان عضوًا في الحزب الديمقراطي (منذ 1979)، توفي في ليسبورغ، عن عمر يناهز 97 عاماً.
ولد لاروش في روتشستر، نيوهامشير، تعاطف مع الحركات والمثل الاشتراكية والماركسية في العشرينيات من عمره أثناء الحرب العالمية الثانية، وبحلول الستينيات، انخرط في المجموعات المنشقة الصغيرة والمحورية المتزايدة. خلال السبعينيات أنشأ أساس حركة لاروش وأصبح أكثر انخراطًا في المعتقدات التآمرية والأنشطة العنيفة و/أو غير القانونية. وفي منتصف الثمانينيات بلغت حركته ذروة نجاحها الانتخابي عندما فازت في الانتخابات الديمقراطية التمهيدية المتعددة في ولاية إلينوي رغم خسارتها لاحقًا واحتلالها المركز الثالث المتأخر في الانتخابات العامة، بينما خاض المرشحون الديمقراطيون التقليديون الانتخابات كأعضاء في حزب تضامن إلينوي. نفذت في وقت لاحق من السبعينيات هجمات على مكاتب لاروش، أدت في النهاية إلى محاكمات جنائية وإدانة للعديد من أعضاء حركة لاروش بمن فيهم لاروش نفسه. حُكم عليه بالسجن لمدة خمسة عشر عاماً لكنه قضى خمس سنوات منها فقط.
كان لاروش مرشحا دائمًا للرئاسة. خاض الانتخابات من عام 1976 إلى عام 2004 عبر أطراف ثلاثة أنشأها أعضاء حركته، وفي محاولات الفوز بالترشيح الديمقراطي للرئاسة التي فشلت جميعها. حصل عام 1996على 5% من الأصوات على مستوى البلاد. وحصل عام 2000 على عدد كاف من الأصوات في بعض الولايات للتأهل لمرحلة تصويت المندوبين، ولكن في النهاية رفضه هؤلاء المندوبون في المؤتمر.

## الحياة المهنية

### الستينيات

#### التدريس والتجمع الوطني للجان العمالية
بحلول عام 1961 كان لاروش وعائلته يعيشون في سنترال بارك الغربية في مانهاتن، وركزت معظم أنشطة لاروش على حياته المهنية وليس على حزب العمال الاشتراكي. انفصل هو وزوجته عام 1963، وانتقل إلى شقة قرية غرينتش مع عضو آخر في حزب العمال الاشتراكي، كارول شنيتزر، المعروفة أيضًا باسم لارابي. بدأ عام 1964 اتحادًا مع فصيل في حزب العمال الاشتراكي يسمى التيار الثوري، طرد هذا الفصيل لاحقًا من حزب العمال الاشتراكي، وأصبح تحت نفوذ القائد التروتسكي البريطاني جيري هيلي.
عمل لاروش لستة أشهر مع القائد الهيلايتي الأمريكي تيم وولفورث الذي كتب لاحقًا أن لاروش كان لديه «غرور مهيب»، و«قدرة رائعة على وضع أي خبر يحدث في سياق أوسع وكأنه يعطي الحدث معنى إضافيًا، ولكن تفكيره كان تخطيطيًا ويفتقر إلى التفاصيل الواقعية والعمق». بمغادرته مجموعة وولفورث، انضم لاروش لفترة وجيزة إلى رابطة سبارتاكوس المنافسة قبل أن يعلن عزمه في بناء الأممية الخامسة الجديدة.
بدأ لاروش عام 1967 في تدريس حصص المادية الجدلية الماركسية في مدرسة مدينة نيويورك الحرة، واجتذب مجموعة من الطلاب من جامعة كولومبيا وكلية مدينة نيويورك، وأوصاهم بقراءة كتاب رأس المال، وكذلك مؤلفات هيجل وكانت وليبنيز. خلال احتجاجات جامعة كولومبيا عام 1968، نظم مؤيديه تحت اسم التجمع الوطني للجان العمالية. كان الهدف من التجمع الوطني للجنان العمالية الفوزَ بالسيطرة على فرع تلاميذ للمجتمع الديمقراطي -المجموعة الناشطة الرئيسية في الجامعة- وبناء تحالف سياسي بين الطلاب والسكان المحليين والعمال المنظمين وكلية كولومبيا. بحلول عام 1973، كان لدى التجمع الوطني للجان العمالية أكثر من 600 عضو في 25 مدينة -بما في ذلك برلين الغربية وستوكهولم- وأصدر صحيفة نيو سوليدرتي التي وصفها دينيس كينغ -كاتب سيرة لاروش- بأنها أكثر الصحف أقصى اليسارية تثقفًا. أصبحت أنشطة التجمع الوطني للجان العمالية الداخلية منظمة للغاية خلال السنوات القليلة التالية. تخلى الأعضاء عن وظائفهم وكرسوا أنفسهم للمجموعة وقائدها، معتقدين أنها ستسيطر قريبًا على النقابات العمالية الأمريكية وتطيح بالحكومة.

### السبعينيات

#### 1971: شبكة المخابرات
يقول روبرت جيّ. ألكسندر إن لاروش أنشأ «شبكة استخبارات» تابعة للتجمع الوطني للجان العمالية لأول مرة عام 1971. أرسل الأعضاء من جميع أنحاء العالم المعلومات إلى مقر التجمع الوطني للجان العمالية، الذي وزّع المعلومات من خلال الإحاطات الإعلامية وغيرها من المنشورات. نظم لاروش الشبكة كسلسلة من الخدمات الإخبارية والمجلات، التي قال النقاد إنه أنشأها للوصول إلى المسؤولين الحكوميين تحت غطاء الصحافة. شملت المنشورات مجلة  إكزكتف إنتلجنس ريفيو، التي تأسست عام 1974.
تشمل المجلات الدورية الأخرى التي كانت تحت رعايته: نيو سوليدرتي، مجلة فيوجن، علوم وتكنولوجيا القرن الحادي والعشرين، ومجلة كامباينر. تشمل الخدمات الإخبارية ودور النشر الخاصة به: منشورات النظام الأميركي، منشورات كامباينر، خدمة نيو سوليدرتي للصحافة الدولية، ودار ذا نيو بنجامين فرانكلين للنشر. اعترف لاروش عام 1980 بأن أتباعه انتحلوا شخصيات المراسلين وغيرهم، قائلًا إنه كان يجب القيام بهذا لسلامته. في عام 1982، رفعت يو إس نيوز آند وورد ريبورت دعوى قضائية ضد خدمة نيو سوليدرتي للصحافة الدولية كامباينر بسبب الأضرار التي سببتها، زاعمةً أن الأعضاء انتحلوا شخصيات مراسليهم في المكالمات الهاتفية.
قالت مصادر أمريكية لصحيفة واشنطن بوست عام 1985 إن منظمة لاروش قد جمعّت شبكة عالمية من الاتصالات الحكومية والعسكرية، وإن باحثيه زودوا المسؤولين الحكوميين بالمعلومات في بعض الأحيان. قال بوبي راي إينمان، نائب مدير السي آي ايه في عامي 1981 و1982، إنّ لاروش وزوجته زاراه، وقدما له معلومات عن حزب الخضر الألماني الغربي. وقال متحدّثٌ باسم السي آي ايه إنّ لاروش قابل نائب المدير جون مكماهون عام 1983 لمناقشة إحدى رحلات لاروش الخارجية. قال مساعد نائب وزير الخارجيّة ويليام كلارك: عندما ناقش شركاء لاروش التكنولوجيا أو الاقتصاد، كانوا منطقيّن جيداً وبدا أنهم مؤهّلون. وقال نورمان بايلي الذي عمل مع مجلس الأمن القومي سابقًا، عام 1984 إن موظّفي لاروش كانوا «من أفضل أجهزة المخابرات الخاصّة في العالم.... فهم يعرفون الكثير من الناس حول العالم. ويتحدثون مع  رؤساء الوزراء والرؤساء». خشي العديد من المسؤولين الحكوميين من حدوث تسريب أمني بسبب علاقات الحكومة مع الحركة. وفقاً للنقاد فإن عمليات وراء الكواليس المفترضة كانت في كثير من الأحيان رحلات على مستوى عال وليس جمع معلومات من الداخل. كتب دوغلاس فوستر في مجلة الأم جونز عام 1982 إن الإحاطات الإعلامية تألفت من معلومات مضللة، ومواد «مليئة بالكراهية» عن الأعداء، وخطابات مزيفة، وتهديدات، ومقالات صحفية مزيفة، وحملات الحيل القذرة. واتهم المعارضون بأنهم مثليون أو نازيون، أو كانوا على صلة بعمليات القتل، التي أطلقت عليها الحركة اسم «تقنيات الحرب النفسية».
أسس لاروش من السبعينيات حتى العقد الأول من القرن الحادي والعشرين، عدة مجموعات وشركات. وبالإضافة إلى التجمع الوطني للجان العمالية، كان هناك المجلس الانتخابي للمواطنين (أستراليا)، واللجنة الوطنية للسياسة الديمقراطية، ومؤسسة فيوجن للطاقة، وحزب العمال الأمريكي. أسس عام 1984 معهد شيلر في ألمانيا مع زوجته الثانية، وثلاثة أحزاب سياسية هناك (حزب العمال الأوروبي، ووطنيون لألمانيا، وتضامن حركة الحقوق المدنية) وحركة شباب لاروش العالمية عام 2000. تضمنت خدمات الطباعة كمبيوترون تكنولوجيز وكمبيوتايب وخدمات التكوين العالمية وشركة بيّ إم أر للطباعة أو شركاء بي إم آر.

## وصلات خارجية
- ليندون لاروش على موقع IMDb (الإنجليزية)
- ليندون لاروش على موقع إن إن دي بي (الإنجليزية)

- ليندون لاروش في قاعدة بيانات الأفلام على الإنترنت